# Pedro Ventura Enciso
Pedro Ventura Enciso († 1698) fou un compositor i mestre de capella natural de Tarragona.

L'any 1654, havent arribat a la Catedral de Burgos acompanyat del mestre de capella Francisco Ruiz Samaniego, exercí de "racionero cantor". En el documentari de la Catedral esmentada, López-Calo ens mostra l'extraordinària formació musical d'Enciso. 
“Constralto. Los señores abad de Cervatos y don Pedro Barrantes de Aldana, a quienes se cometió el examen de Pedro de Enciso, natural de Tarazona, contralto, hicieron relación de lo que les había parecido según los actos que había hecho, y para más conocimiento y justificación el Cabildo mandó que el maestro de capilla informase, para lo cual fue llamado, y hubiendo entrado hizo buena relación de la voz, destreza, habilidades y partes del sujeto, y en particular con el arpa, con lo cual se fue hablando sobre ello, y el Cabildo resolvió de recibirle dándole una media ración y el salario que ajustaren dichos señores diputados con el señor fabriquero, con asistencia del maestro de capilla, procurando que, pues es organista, se encargue de suplor por el propietario en ausencia y enfermedades y el demás tiempo que fuere necesario y que estando conformes se dé cuenta al señor arzobispo por lo que toca a la media ración.”  
El març de 1684 va aconseguir la plaça de mestre de capella de la Catedral de Sigüenza, després que aquesta quedés vacant el 6 d'octubre d'aquell mateix any, per la mort de l'antic ocupant, el mestre Lillo, i es presentés a l'oposició amb altres concursants.